# David Marshall (homme politique canadien)
Pour les articles homonymes, voir David Marshall et Marshall.
David Marshall (26 octobre 1846-14 février 1920) est un homme politique canadien de l'Ontario. Il est député fédéral conservateur de la circonscription ontarienne d'Elgin-Est d'une élection partielle en 1906 jusqu'à son décès en fonction en 1920.

## Biographie
Né dans le comté de Halton (en) dans le Canada-Ouest, Marshall travaille comme homme d'affaires et est nommé vice-président de la Ontario Railway and Municipal Commission.
Élu lors d'une élection partielle à la suite de la démission du député Andrew B. Ingram en 1906, il est réélu en 1908, 1911 et en 1917. Il meurt en fonction en 1920.